# تپه گرگلان ۲
تپه گرگلان ۲ مربوط به عصر مس و سنگ - مفرغ است و در شهرستان دالاهو، بخش مرکزی، دهستان بیونیج، ۱/۹ کیلومتری غرب روستای ده جامی واقع شده و این اثر در تاریخ ۲۶ اسفند ۱۳۸۶ با شمارهٔ ثبت ۲۱۷۷۲ به‌عنوان یکی از آثار ملی ایران به ثبت رسیده است.